# Santa Maria in Cosmedin
Santa Maria in Cosmedin je titulární bazilika v jižní části Říma, ve čtvrti Ripa, mezi Circus Maximus a řekou Tiberou. Kostel, vysvěcený v 6. století, stojí v místech starověkého Forum Boarium a vznikl přestavbou a rozšířením starověké sýpky a výdejny obilí. Štíhlá věž vznikla ve 12. století a v portiku před průčelím je umístěna kruhová mramorová deska, lidově Bocca della verità.

## Historie
Ve starověku zde bylo Forum boarium (dobytčí trh) a řada menších chrámů, oblastí procházaly i odpadní stoky, včetně té největší, Cloaca maxima. Usazovali se zde řečtí obchodníci a v 1. století n. l. byla postavena Statio Annonae, sloupová hala, která sloužila jako sýpka a výdejna obilí pro chudé. V 6. století byla proměněna na kostel Panny Marie in Schola Graeca a roku 772 ji papež Hadrián I. dal rozšířit o presbytář s apsidami. Ty stojí na základech chrámu Herkula Pompeiana, které se zčásti zachovaly v kryptě. Roku 1118 dal papež Gelasius II. kostel, zpustošený Normany, obnovit a postavit věž, jednu z nejvyšších v Římě. Kolem roku 1200 vznikl portikus před průčelím a ve 13. století byl kostel vyzdoben mramorovou mozaikovou podlahou a dalšími plastikami slavné školy Cosmatů.

## Popis
V jinak téměř prázdném kostele bez nábytku působí hlavně bohatá mramorová dlažba. Ve vstupní části je dobře zachována starověká hala s mramorovými korintskými sloupy, v presbytáři jsou zdobené mramorové přepážky ze 13. století. Ve střední apsidě je biskupský trůn s patrně starověkými lvími hlavami, kdežto oltář stojí před apsidou, jak to bylo obvyklé v raně křesťanských bazilikách. Toto uspořádání, které opět doporučil Druhý vatikánský koncil, se zde zachovalo v původní podobě.

## Bocca della Verità
V portiku je na stěně velká kruhová mramorová deska s tváří říčního boha Tritona ze 4. stol. př. n. l. Původně patrně sloužila jako poklop stoky Cloaca maxima, ve středověku vznikla pověst, že člověk, který dá ruku do jeho „úst“ a zalže, už ji nikdy nevyndá. Odtud lidový název Bocca della Verità („ústa pravdy“).
U mramorové desky se odehrává scéna romantické komedie z roku 1953 Prázdniny v Římě. Americký novinář Joe (Gregory Peck) zneklidní princeznu Annu (Audrey Hepburnovou), když předstírá, že mu v ústech pravdy uvázla ruka.
Deska je přímou inspirací reliéfu Ústa pravdy Radomíra Dvořáka vytesaného v lomu nedaleko Lipnice nad Sázavou.

## Galerie

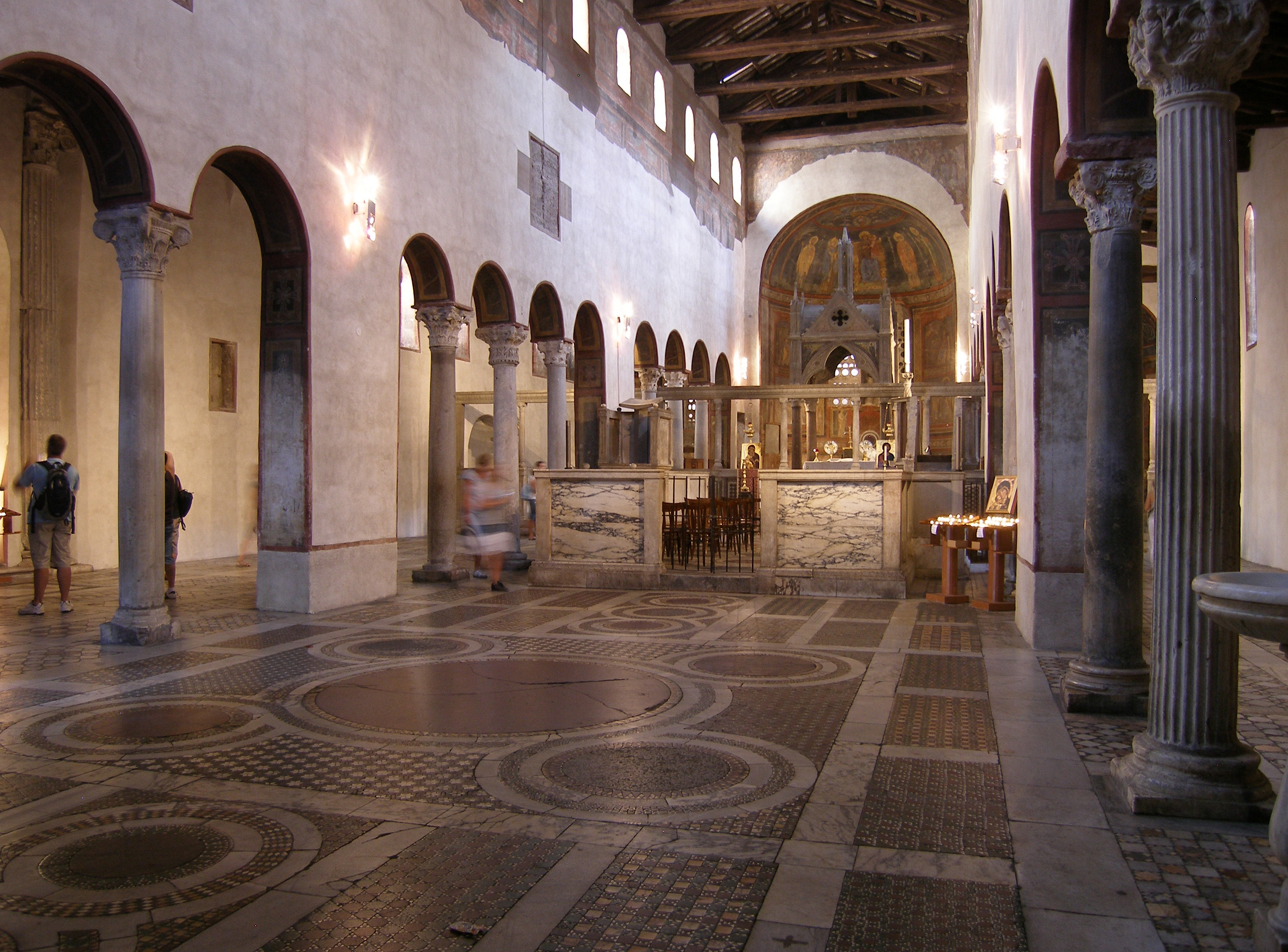
Interiér
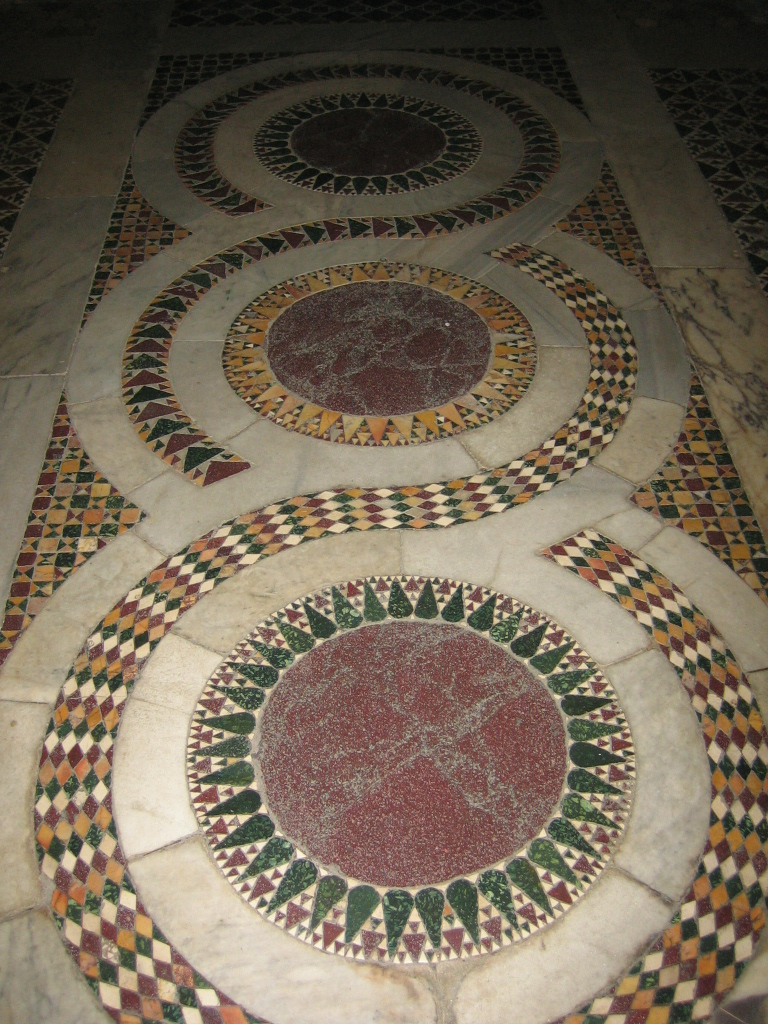
Mozaika
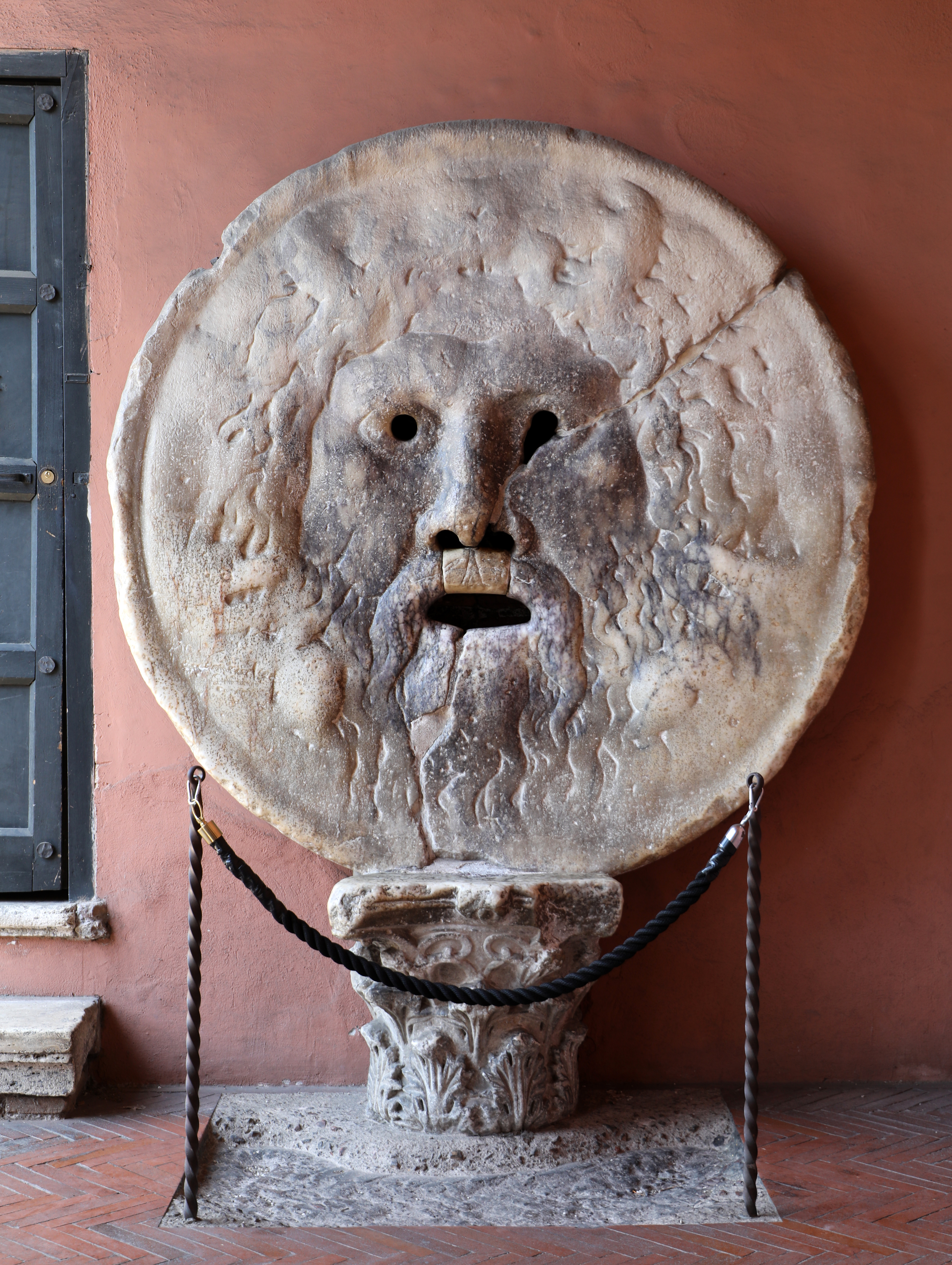
Bocca della Verità